# Thissavros
Die Thissavros-Talsperre (Nestos-Stausee; griechisch: Φράγμα Θησαυρού, Techniti Limni Nestou/Thissavrou) ist eine von mehreren Talsperren am Nestos (Mesta) im Nordosten Griechenlands in der Nähe der bulgarischen Grenze. Der aus Bulgarien kommende Nestos wird auf griechischer Seite an den Sperrstellen Thissavros, Platanovryssi, zukünftig Temenos und Toxotes zur Nutzung des Wasserkraftpotentials und für Bewässerungszwecke viermal aufgestaut. Die Stauhöhen sind 172 m, 95 m, 45 m und 4 m.
Die Talsperre Thissavros ist die erste in der Kaskade. Sie liegt etwa 12 km oberhalb der Platanovryssi-Talsperre und 18 km oberhalb der zukünftigen Temenos-Talsperre.
Sie fungiert auch als Pumpspeicherwerk, dessen unteres Becken das Staubecken Platanovryssi (Stauraum: 63 Mio. m³) ist.
Der Staudamm besteht aus Felsschüttmaterial mit einem zentralen Dichtungskern aus Lehm.
Das Wasserkraftwerk verfügt über drei Turbinen in einer Kaverne. Jede hat eine Leistungsfähigkeit von 128 MW, zusammen 384 MW. Damit werden pro Jahr 440 Mio. kWh Strom erzeugt.
Die hydraulische Fallhöhe beträgt 141 m.